# Paruroctonus soda
Paruroctonus soda es una especie de escorpión. Es un animal invertebrado. Fue descubierto en 2022 por los estudiantes de secundaria Harper Forbes y Prakrit Jain. Estos estudiantes descubrieron dos escorpiones nuevos para la ciencia con la ayuda de la investigadora de la Academia de Ciencias de California, Lauren Esposito. Los científicos en ciernes primero notaron que ambas especies no habían sido identificados en iNaturalist, por lo que fueron al campo para encontrarlas y describirlas.

## Descripción
Paruroctonus soda y Paruroctonus conclusus son pequeños escorpiones que habitan en los desiertos del centro y sur de California. Mientras que Paruroctonus soda habita en tierras protegidas por el gobierno federal, Paruroctonus conclusus solo se puede encontrar en una estrecha franja de tierra desprotegida, de aproximadamente una milla de largo y solo unos pocos pies de ancho en algunos lugares, lo que hace que toda la especie sea altamente vulnerable a las amenazas provocadas por los humanos. “Toda la especie podría desaparecer con la construcción de una sola granja solar, mina o urbanización”, cuenta Harper Forbes.